# Alaspandan
Alaspandan is een bestuurslaag in het regentschap Probolinggo van de provincie Oost-Java, Indonesië. Alaspandan telt 1806 inwoners (volkstelling 2010).